# Carlo Peroni
 (mai 2017).
Si vous disposez d'ouvrages ou d'articles de référence ou si vous connaissez des sites web de qualité traitant du thème abordé ici, merci de compléter l'article en donnant les références utiles à sa vérifiabilité et en les liant à la section « Notes et références ».
Compléments
- Site officiel = Carlo Peroni

Carlo Peroni, souvent connu sous le pseudonyme Perogatt (né le 24 novembre 1929 à Senigallia, et mort le 13 décembre 2011) est un dessinateur, scénariste, illustrateur et artiste peintre italien qui fut le créateur de nombreux personnages de bande dessinée, notamment Lillo, Lallo et Lello, Leo et Poldo, Gervasio, Brick, Draghiottino, Slurp, Gianconiglio, Zio Boris, Nerofumo, Paciocco, L’Ispettore Perogatt. C'est l'un des principaux dessinateurs humoristiques italiens. Il avait participé, en 1963, avec les frères Nino (it) et Toni Pagot (it) à la création du personnage de Calimero.

## Biographie

### Les débuts
La carrière artistique de Carlo Peroni débute en 1946 comme restaurateur de grandes toiles dans les églises, les palais et les villas anciennes. Il illustra en 1947, une édition de Cendrillon (Avventure di Pulcinella) et fit de la mise en scène théâtrale dans tous ses aspects (auteur, metteur en scène, acteur, musicien, etc.). Il commença à fournir, en 1948, à la revue Il Giornalino (it), des illustrations diverses sous la forme de grandes pages en couleurs.
En 1948, il commença à réaliser, à Milan, la mise en page et les illustrations des hebdomadaires La Vispa Teresa (destiné aux jeunes filles) et L'Aspirante pour lequel il créa la série Lillo, Lallo e Lello, qu'il signait du pseudonyme « Perogatt ». Il travaillait à cette époque pour une grande agence de publicité milanaise pour laquelle il réalisa les affiches et le matériels de plusieurs campagnes publicitaires (notamment pour Nestlé).

### Les années 1950: Gervasio et le cinéma d'animation
En 1950, il participa à la réalisation de la bande dessinée Strizzo, puis, à partir de Rome réalisa des mises en pages et des illustrations pour divers périodiques parmi lesquels figuraient L'Aspirante, Capitan Walter, Jolly, Il Vittorioso pour lesquels il créa une trentaine de personnages dont Leo et Poldo, Gambalesta et Gervasio. Gervasio connut une certaine longévité puisqu'il parut aussi dans d'autres périodiques comme Cucciolo et l'hebdomadaire Più.
Il fit ses débuts dans le cinéma d'animation en 1953, en réalisant plusieurs courts métrages pour une télévision américaine. En 1955, il commença à travailler pour Cinecittà où il réalisait les effets spéciaux, les maquettes, les mises en scène et les frontispices de péplums.
En 1956, il commença à travailler pour la RAI où il s'occupait de programmes télévisés principalement destinés aux enfants. Ils participait aussi à la mise en page et à l'illustration des titres de la société ERI (it), la maison d'édition filiale de la télévision d'état. Il collaborait aussi aux périodiques Lupettino et Bambola.

### Les années 1960: Calimero et Tilt
En 1960, le périodique communiste Il Pioniere publia sa série de science-fiction réaliste Sand e Zeos et les bandes dessinées humoristiques Teddy Sprint et Gigetto il pirata piccoletto. Il créa pour la revue Cineincontro les séries Bruno e Muffa et Teddy Sprint qu'il rebaptisa plus tard Teddy West.
Il se réinstalla à Milan en 1963 pour revenir au cinéma d'animation en travaillant pour les sociétés Pagot Film, Gamma Film (it), Slogan Film et OCP. Il y créa des dessins animés basés sur Calimero, Cocco Bill, Billo e Tappo, Silvestro, Sorbolik, Capitan Trinchetto et de nombreux personnages de Hanna-Barbera. Il conçut Nerofumo (it) et Brick pour Il Piccolo Missionario (it). Il réalisait aussi des bandes dessinées pour Il Giornalino et des illustrations en couleur pour Topolino et pour la version italienne de la série Pecos Bill.
En 1967, il créa le personnage de Silvanella qui devint rapidement Ferrarella pour les carrousels de l'eau minérale Ferrarelle (it). Il réalisa ensuite le moyen métrage Arrivano i Putipoti dans lequel il employait des techniques d'animation mixte qui reposaient à la fois sur de la photographie, des marionnettes et des dessins animés.
En 1968, il créa avec Alfredo Castelli, Marco Baratelli et Mario Gomboli, le Fanzine Tilt qui n'eut qu'un seul numéro dans sa formule initiale, mais dont l'équipe fut reprise par la rédaction du Corriere dei Ragazzi (it) qui lui adjoignit Tiziano Sclavi.

### Les années 1970: Zio Boris
En 1970, il participa au contenu de la revue Horror// » surtout avec des personnages grotesques. Il créa les bandes dessinées à suivre de Zio Boris (avec Alfredo Castelli) et Clown, la première « bande dessinée musicale » (sur des textes de Pier Carpi et des musiques de Alceo Guatelli). Il manageait le mensuel Psyco dont il réalisait les couvertures et dans lequel il publiait les bandes dessinées Casimiro Vampiro Crumiro et Compy (sur des textes de Mario Gomboli). Il participa aux numéros des revues Cucciolo et Tiramolla avec une version de Zio Boris  (toujours avec des textes d'Alfredo Castelli) adaptée aux jeunes lecteurs, mais aussi avec Gervasio, Mago Merletto, Cosmo Pym, Teddy West, I Vagabondi, Gli Animatti, Attaccatutto (sur un scénario coécrit avec Mario Gomboli). Il commença à participer au Corriere dei Piccoli avec des illustrations, en réalisant la mise en page et en signant, sous le nom « C.Peroni », la rubrique « Giocaunpo ».
En 1971, il créa Gianconiglio (avec de textes de Carlo Triberti) pour le Corriere dei Piccoli et continua les planches de Bonaventura (avec l'autorisation de Sergio Tofano. Il publia l'ouvrage Mondo Lumaca chez l'éditeur milanais Sperling & Kupfer (it).
En 1972, il continuait sa collaboration avec le Corriere dei Ragazzi en tenant la rubrique Il Jolly di diverte.
En 1974, il remplaça Marino Guarguaglini en tant que dessinateur de presse de l'hebdomadaire Guerin Sportivo auquel il fournissait de grandes vignettes qu'il réalisait pour la plupart, le dimanche soir après les rencontres de football.
En 1976, il crée dans Il Giornalino la série Spugna, qu'il anime jusqu'en 1985. Il reste un collaborateur régulier de l'hebdomadaire jusqu'à la fin de sa vie, y créant notamment L'Ispettore Perogatt en 1991, série inspirée par son surnom.
En 1981, il dessine les personnages de la série Astérix et Obélix pour une campagne publicitaire destinée au marché italien.

## Personnages
Le tableau ci-dessous résume les personnages que Carlo Peroni considérait comme les plus célèbres parmi ceux qu'il avait créés.
| Nom du personnage                        | Publié en Italie dans                                                              | Publications aussi en |
| ---------------------------------------- | ---------------------------------------------------------------------------------- | --------------------- |
| 4 con timoniere                          | Capitan Walter (hebdomadaire)                                                      | France                |
| Attaccatutto                             | Cucciolo Tiramolla                                                                 |                       |
| Bim Bam Bom                              | 30 anni di fumetti                                                                 |                       |
| Brick                                    | Il Giornalino (hebdomadaire)                                                       |                       |
| Casimiro Vampiro Crumiro                 | Psyco                                                                              |                       |
| Cosmo Pym                                | Capitan Walter (hebdomadaire) Cucciolo                                             |                       |
| Dull                                     |                                                                                    | Japon                 |
| Doc Horry                                | 6-96 (mensuel) Slurp Più (hebdomadaire)                                            | Allemagne             |
| Fiorello                                 | I fumetti di Fiorello                                                              |                       |
| Flying Stampella                         | 6-96 (mensuel) Slurp (mensuel)                                                     |                       |
| Gambalesta                               | Capitan Walter (hebdomadaire)                                                      |                       |
| Gervasio                                 | Capitan Walter (hebdomadaire) Jolly (hebdomadaire)                                 | France                |
| Gianconiglio                             | Corriere dei Piccoli                                                               | Allemagne Japon       |
| Gigetto pirata piccoletto                | Il Corrierino (hebdomadaire)                                                       |                       |
| Gli Animatti                             | Cucciolo                                                                           |                       |
| Gipsy                                    | Più (hebdomadaire)                                                                 |                       |
| Gu                                       |                                                                                    | International         |
| Ispettore Perogatt                       | Il Giornalino (hebdomadaire)                                                       |                       |
| Il Tenerone                              | Più                                                                                |                       |
| I Vagabondi                              | Tiramolla                                                                          |                       |
| Jolly                                    | Il Corriere dei Ragazzi                                                            |                       |
| Leo e Poldo                              | Capitan Walter (hebdomadaire)                                                      |                       |
| Mago Merletto                            | Tiramolla                                                                          |                       |
| Mister Magus                             | Maxi Più (mensuel)                                                                 |                       |
| Mondo Lumaca                             | Livre paru chez Sperling & Kupfer (it)                                             |                       |
| Nerofumo                                 |                                                                                    | International         |
| Nostradamus Junior                       | Il Giornalino (hebdomadaire)                                                       |                       |
| Oncle Bois                               |                                                                                    | France (Voilà)        |
| Paciocco                                 | 30 anni di fumetti 6-96 (mensuel)                                                  |                       |
| Piplex                                   | Il Nuovo Piccolo Missionario                                                       |                       |
| Pirì                                     | Il Giornalino (hebdomadaire)                                                       |                       |
| Sand e Zeos                              | Pioniere                                                                           |                       |
| Slurp                                    | Il Giornalino (hebdomadaire) Più (hebdomadaire) Maxi-Più (mensuel) Slurp (mensuel) |                       |
| Sherlock Holmes                          | 6-96 (mensuel)                                                                     |                       |
| Sonny                                    |                                                                                    | Allemagne Pays-Bas    |
| Spugna                                   | Il Giornalino (hebdomadaire)                                                       | Espagne               |
| Supermatt                                | Tiramolla                                                                          |                       |
| Teddy West                               | Cucciolo                                                                           |                       |
| Telefamiglia                             | Più                                                                                |                       |
| Trematutto e Maipaura                    | Il Corrierino (hebdomadaire)                                                       |                       |
| Ugo                                      | Il Giornalino (hebdomadaire) Mister Magus Slurp (mensuel)                          |                       |
| Van Helsing Detective del Soprannaturale | Psyco                                                                              |                       |
| Venanzio Telegrammi                      | Capitan Walter (hebdomadaire)                                                      |                       |
| Zio Boris                                | Horror et de nombreux périodiques                                                  | France                |

## Calimero
Le personnage de Calimero aurait été conçu par Carlo Peroni alors qu'il travaillait pour la société Organizzazione Pagot des frères Nino (it) et Toni Pagot (it) dans le cadre des campagnes de publicité de la société Mira Lanza (it) qui produisait des détergents à usage domestique. Calimero apparut pour la première fois dans un film d'animation publicitaire pour la lessive Ava, diffusé dans le cadre de l'émission de télévision Carosello, le 14 juillet 1963.
Les auteurs suivants étaient crédités de ce film publicitaire:
- Créateurs du personnage : Nino Pagot, Toni Pagot e Ignazio Colnaghi (ce dernier créa la voix de Calimero).
- Graphisme et mise en scène : Nino e Toni Pagot.
- Animateurs : Gianfranco Barenghi, Anacleto Marosi, Alberto Manfredini, Emilio Raineri, Carlo Peroni, Daniele Faragazzi, Secondo Bignardi.
- Photographes : Ferdinando Palermo, Marco Visconti.

Carlo Peroni a revendiqué sur l'un des blogs qu'il publiait, le 8 juillet 2008, la paternité du personnage de Calimero.
« Il y a quelques jours, j'avais trouvé sur YouTube le premier "Carrousel" de Calimero que j'avais réalisé entièrement moi-même ! Au cours de toutes ces années je n'avais jamais réussi à retrouver la trace d'une copie de ce carrousel et par conséquent ceci m'a fait très plaisir, une marée de souvenir me sont revenus à l'esprit... Quand, dans ce lointain 1963, revenant de Rome, j'avais été embauché par la société des frères Nino e Tony Pagotto (la société se nommait alors "Organizzazione Pagot" et fut plus tard transformée en "Pagot Film") j'avais eu comme première mission d'animer des carrousels, il me semble que c'était pour la crème Elah, c'est-à-dire les nouvelles histoires du Petit Chaperon Rouge. Je ne peux pas dire que ces histoires m’enthousiasmaient, mais j'avais été embauché par cette société et je devais faire ce qu'ils me demandaient et par conséquent j'essayais de m'amuser comme je le pouvais.

...

Un jour, avant d'entrer au travail, je vis un titre sur un journal : au Festival de la Publicité, qui venait de se dérouler, le carrousel de Calimero avait gagné la première place, celui de Cocco Bill la seconde et celui de Sylvestre le chat la troisième. Tous des carrousels dont je m'étais occupés du début à la fin : scénario, animation, dessins pour la mise en scène, montage et régie ! Par-dessus le marché il était écrit dans le journal que l'on avait remis à la société productrice les prix en argent, un montant élevé ! Je pris le journal et couru chez l'un des deux frères en lui montrant le journal et en criant "Nous avons gagné !". Le Pagotto me regarda à peine et me dit qu'il était au courant, mais qu'il valait mieux que je me mette au travail parce que j'étais déjà en retard et que je perdais du temps. »
— Carlo Peroni
Selon Marco Pagot, fils et collaborateur de Nino Pagot, les choses se seraient passées différemment.
« La société PagotFilm était dotée d'un système de production plutôt bien défini. La définition d'un projet avec le partenaire. Le dépôt du projet auprès de la FIP («federazione italiana pubblicità» (Fédération Italienne de la Publicité)). Le développement des personnages et de la mise en scène, et la définition du style graphique de base. Le développement des histoires sous la forme de planches illustrées et les tests d'animation lorsqu'il s'agissait de nouveaux personnages. La distribution des séquences animées aux divers collaborateurs. Lorsque les étapes de production étaient terminées, on effectuait le montage et la sonorisation. La présentation du film terminé au client pour d'éventuelles modifications terminait le processus de production.

Les discussions des projets avec les diverses sociétés clientes étaient conduites par les frères Pagot qui étaient quelquefois soutenus par les scénaristes afin que ceux-ci proposent des sujets et des idées. Le responsable de la Mira Lanza de l'époque exigeait, en particulier, d'être impliqué dans les choix artistiques préliminaires, et c'est pour cela que Toni Pagot, qui jouissait d'un rapport privilégié avec celui-ci parce qu'il bénéficiait de la sa plus grande considération et de son estime, organisait les réunions de présentation des projets.
À la réunion qui se tint au début octobre 1962 pour discuter des nouvelles propositions de campagne publicitaire assistaient Toni Pagot, Ignazio Colnaghi, Ferdinando Palermo (qui avait participé à la réalisation de la campagne précédente) et le responsable de la société Mira Lanza y exprima ses observations relatives aux campagnes qui venaient d'être diffusées, réaffirmant ce qu'il avait exprimé dans une lettre du 26 avril 1962. On y décida qu'il ne s'agirait plus d'une série de chansonnettes comme lors des précédentes, interprétées par le Quartetto Cetra mais plutôt d'une série de récits à la structure linéaire, on écarta le personnage « Gatto Ciccio » et la société Mira Lanza exigea un personnage plus tendre et plus captivant pour les mamans (les poussins qui étaient apparus dans les spots qui avaient été transmis, avaient beaucoup plu). Au cours de cette réunion naquit l'histoire de la naissance du poussin blanc qui tombe dans la flaque comme peuvent encore en témoigner l'alors responsable de la Mira Lanza et l'auteur, avec Toni Pagot, de ce scénario, Ignazio Colnaghi (qui fut reconnu en tant que coauteur du personnage).
Une fois la ligne de narration identifiée, Toni Pagot impliqua son frère Nino au moment où il fallait trouver une image plus douce par rapport au graphisme des carrousels précédents. Toni a été depuis toujours plus enclin à dessiner les personnages les plus ironiques et les plus accrocheurs tandis que Nino était plus attiré par les aspects poétiques et doux des images. Avant que la réunion ne se termine, on avait défini les éléments qui conduisirent à la naissance de Calimero, ceux-ci comprenaient le nom et une première image du poussin avec sa demi coquille sur la tête (ceci en présence de témoins). On rédigea un brouillon qui fixait les exigences des récits pour le dépôt à la Fédération Italienne de Publicité comme l'alors secrétaire de direction des frères Pagot s'en souvient. Le dépôt fut effectué le 9 novembre 1962.
Au cours des jours qui suivirent Toni Pagot appela Gianfranco Barenghi et Anacleto Marosi, à cette époque les chefs animateurs du studio, pour leur confier les esquisses préliminaires du nouveau personnage afin qu'ils procèdent aux premiers tests de réalisation et qu'ils les confient à leur tour aux différents animateurs du studio pour qu'ils réalisent les différentes séquences.
Gianfranco Barenghi et Anacleto Marosi étaient deux animateurs compétents qui avaient travaillé avec les frères Pagot depuis l'époque du film « I Fratelli Dinamite » (les frères dynamite). Une fois mis au propre, les dessins préliminaires furent transmis pour les essais, aussi aux autres animateurs du studio, Manfredini, Boffini, Coretti, Rizzi, Fagarazzi, Gariani, Bertoletti, Leogrande (et d'autres que je m'excuse d'ommettre), et aussi à monsieur Peroni, qui venait d'arriver aux studios.
Une fois que les premiers tests de dessin au crayon furent réalisés, les séquences à réaliser furent distribuées. Ainsi la caractéristique démarche dandinante naquit sous le crayon de Barenghi e Boffini, et certaines expressions inoubliables du personnage furent réalisées par Marosi et Rizzi. Monsieur Peroni a certainement participé à la réalisation des premiers carrousels.

...

À la PagotFilm aucun animateur n'a jamais réalisé intégralement tout seul les animations d'un carrousel complet. La production a toujours été un travail de groupe sous la direction de Toni Pagot et sur la base d'une coordination de messieurs Barenghi et Marosi. Comme peuvent en témoigner les collaborateurs encore vivants.
...
Monsieur Peroni a été embauché par la société PagotFilm en 1963, comme il l'a déclaré lui-même, la réunion qui définit la première saison de « carrousels Calimero » fut tenue à l'automne 1962 et le dépôt par la Pagot Film à la FTP date du 9 novembre 1962 bien avant que monsieur Peroni arrive aux studios. La reconstitution des faits telle que je l'expose est confirmée par des témoignages directs et par des documents de l'époque... »
— Marco Pagot.
Les droits sur le personnage appartenaient de toute manière à la société Mira Lanza (it) à laquelle les héritiers de Nino Pagot (it) les rachetèrent pour produire une série de dessins animés en couleurs qui étaient destinés au marché international.